# Розроблення газових родовищ

Рис. 1. Основні періоди розробки газових і газоконденсатних родовищ. Зміна в часі показників розробки газового родовища при газовому режимі і рівноважному розміщенні свердловин
Q — видобування газу; p — середньозважений пластовий тиск;
n — число свердловин; q — дебіт свердловин

Розро́блення га́зових родо́вищ (англ. разработка газовых месторождений, англ. development of gas fields, exploitation of gas fields; нім. Erdgaslagerstättenabbau m) — комплекс робіт з вилучення природного газу з пласта-колектора.
Передбачає розміщення на площі газоносності за певною системою необхідного числа експлуатаційних, спостережних, п'єзометричних свердловин, дотримування порядку введення їх в експлуатацію і підтримування допустимих технологічних режимів експлуатації свердловин.
Природний газ на поверхні зазнає промислової обробки. Система Р. г. р. повинна забезпечити заданий рівень видобутку газу і цільових компонентів з оптимальними техніко-економічними показниками і коеф. газовіддачі при дотриманні умов охорони надр і довкілля.

## Основні періоди розробки газових і газоконденсатних родовищ
При розробці газових і газоконденсатних родовищ прийнято виділяти такі періоди видобутку газу: наростаючий, постійний і спадний (рис. 1).
Період наростаючого видобутку газу характеризується розбурювання і облаштуванням родовища.
У період постійного видобутку, що триває до економічної недоцільності добурювання свердловин і нарощування потужностей дотискних компресорних станцій, видобуваються основні запаси газу родовища (близько 60 % запасів і більше).
Період зменшення видобутку характеризується постійним у разі газового режиму числом експлуатаційних свердловин і його скороченням внаслідок обводнення при водонапірному режимі покладу. У деяких випадках число експлуатаційних свердловин у період зменшення видобутку може зростати за рахунок їх добурювання для виконання запланованих об'ємів видобутку газу або для розробки виявлених «ціликів» обійденого пластовою водою газу.
Періоди наростаючого, постійного і падаючого видобутку газу характерні для великих родовищ, запаси яких обчислюються сотнями млрд м3. У процесі розробки середніх за запасами родовищ газу період постійного видобутку газу часто відсутній. При розробці незначних за запасами газових і газоконденсатних родовищ можуть бути відсутні як період наростаючого, так і період постійного видобутку газу.
З точки зору технології видобутку газу виділяються період безкомпресорної і період компресорної експлуатації покладу. Перехід від безкомпресорної до компресорної експлуатації визначається техніко-економічними показниками й заданим темпом відбору газу.
З точки зору підготовленості родовищ до розробки і ступеня його виснаження розрізняють періоди: дослідно-промислової експлуатації, промислової експлуатації і період дорозробки.
При дослідно-промисловій експлуатації родовища поряд з постачанням газу споживачеві проводиться його дорозвідка з метою отримання уточнених даних, необхідних для складання проекту розробки. Тривалість дослідно-промислової експлуатації родовищ при-родних газів, як правило, не перевищує трьох — чотирьох років.
У процесі розробки газоконденсатних родовищ, крім перерахо-ваних вище, можна виділити періоди розробки без підтримання пластового тиску й розробки з підтриманням пластового тиску. Період розробки без підтримання пластового тиску триває до тих пір, поки середньозважений за об'ємом газоконденсатного покладу пластовий тиск не зрівняється з тиском початку конденсації даного покладу.
При застосуванні сайклінг-процесу (закачування в пласт сухого газу, видобутого з того ж покладу, з метою підтримання пластового тиску на рівні тиску початку конденсації) слід виділяти період консервації запасів газу, в процесі якого основним продуктом, що видобувається є конденсат.
У кожен період застосовується своя система розробки газового покладу. У технологічному значенні цього поняття — це комплекс технічних заходів з управління процесом руху газу, конденсату і води в пласті.
Управління процесом руху газу, конденсату й води в пласті здійснюється за допомогою наступних технічні заходів:
– певного розміщення розрахованого числа експлуатаційних, нагнітальних і спостережних свердловин на структурі та площі газоносності;
– встановлення технологічного режиму експлуатації свердловин;
– розрахованого порядку введення свердловин у експлуатацію;
– підтримання балансу пластової енергії.

## Розробка багатопластових газових родовищ
Експлуатувати багатопластові родовища можна окремо свердловинами, пробуреними на кожен горизонт, і свердловинами, які розкрили всі продуктивні горизонти. При роздільній експлуатації для економії числа свердловин часто здійснюють експлуатацію за допомогою роз'єднувачів (пакерів). У цьому випадку газ із нижнього горизонту надходить у фонтанні труби, а з верхнього горизонту ‒ у затрубний простір.
Багатопластові родовища можна розробляти різними системами:
- 1. Спочатку розробляють верхні горизонти, а в подальшому ‒ більш глибокі. Цю систему розробки, звану «зверху‒вниз», застосовують тоді, коли запаси верхніх горизонтів і пластові тиски достатні для забезпечення споживачів газом, а буріння нижніх горизонтів пов'язано зі значними капіталовкладеннями, технічними труднощами і приріст видобутку з останніх очікується незначний.

При цьому слід намагатись використовувати експлуатаційні свердловини верхнього горизонту для подальшого добурювання їх на нижні.
Іноді для другого виду багатопластових родовищ при наявності надтиску, тобто коли тиск у верхніх пластах вищий гідростатичного, а в нижніх пластах наближається до гідростатичного, може бути також застосована часткова система розробки «зверху‒вниз». У таких родовищах зазвичай утруднена проходка свердловин, так як потрібне обважнення промивальної рідини баритом або гематитом з метою запобігання викидів при розкритті верхніх горизонтів. Подальше розкриття нижніх горизонтів цією ж рідиною може призвести до значного поглинання промивальної рідини і забруднення привибійної зони. У результаті різко погіршиться продуктивна характеристика і зменшаться робочі дебіти в свердловинах, пробурених на нижні горизонти.
У цьому випадку доцільно іноді починати експлуатацію верхніх горизонтів до зниження в них тиску до гідростатичного. Це дозволить розбурити нижні горизонти без ускладнень і приступити до розробки пласта без спуску додаткової проміжної обсадної колони.
- 2. Спочатку розробляють нижні горизонти, а потім верхні. Цю систему, звану «знизу‒вгору», застосовують зазвичай для першого виду багатопластових родовищ, тобто коли запаси газу в нижніх горизонтах значно перевищують запаси верхніх горизонтів, а тиск у верхніх горизонтах недостатній для забезпечення безкомпресорної подачі газу споживачам. Крім того, цю систему розробки можна застосовувати для зниження тиску в нижніх горизонтах до тиску, що відрізняється від верхнього на вагу стовпа газу, тобто коли родовище першого виду слід перетворити на другий. Після цього можна одночасно експлуатувати верхні і нижні горизонти, що дозволяє виключити перетікання газу з нижчих горизонтів у вищезплеглі при подальшій їх розробці.

При розробці по системі «знизу‒вгору» свердловинами, які спочатку експлуатували нижні пласти, після цементування в них низу колони і подальшої перфорації або після установки пакерів можна також експлуатувати верхні горизонти.
- 3. Одночасна система розробки верхніх і нижніх горизонтів може бути здійснена як роздільною експлуатацією свердловин з кожного горизонту, так і спільною експлуатацією із застосуванням пакерів або без них в одній свердловині. Ця система дозволяє отримати необхідну кількість газу з найменшим числом свердловин.

Розробка свердловинами всіх горизонтів найбільш зручна для родовищ другого виду. Систему експлуатації ряду горизонтів в одній свердловині можна застосовувати тоді коли склад газу у різних горизонтах не відрізняється за вмістом сірководню і коли міцність порід та їх колекторські властивості також приблизно однакові, що не призводить до різкої відмінності гранично допустимих депресій в окремих горизонтах і виходу з ладу більшості свердловин внаслідок швидкого обводнення одного з горизонтів.
При експлуатації в одній свердловині одночасно декількох горизонтів родовищ, коли тиски відрізняються між собою на тиск гідростатичного стовпа води, може виникнути перетікання газу з одних горизонтів в інші. При зупинці свердловини також буде спостерігатися перетікання газу. Тому при експлуатації без розділення ряду горизонтів в одній свердловині з метою отримання найбільшого дебіту необхідно враховувати всі фактори в даних конкретних умовах. Одночасна розробка з пакерами або окремими свердловинами дозволяє широко використовувати ежекцію газу для підвищення тиску газу, отриманого з пластів з низьким тиском.
Вибір системи розробки залежить від багатьох факторів: тиску, запасів газу, параметрів пласта, просування вод і допустимих робочих дебітів з окремих горизонтів, а також від складу газу. Якщо в одних пластах міститься в газі сірководень, а в інших він відсутній, то для транспортування газу з сірководнем і без нього потрібні окремі газозбірні мережі. Якщо в верхніх пластах міститься сухий газ, а в нижніх значна кількість конденсату, то умови експлуатації кожного горизонту будуть різними.
Вибір системи розробки визначається, виходячи з техніко-економічних показників з урахуванням потреби в газі даного району.
Для вирішення завдання розробки групи газових родовищ або багатопластових родовищ доводиться будувати електричні та гідродинамічні моделі, використовувати сучасну обчислювальну техніку. У даній постановці після встановлення відборів газу у окремих покладах, періодів наростаючого, постійного й падаючого видобутку приступають до вибору оптимального варіанту розробки шляхом проведення відповідних гідро-, газо- і термодинамічних розрахунків та аналізу отриманих результатів.

## Особливості розробки газових і газоконденсатних родовищ
На початку ХХІ ст. в Україні багато газових і газоконденсатних родо-вищ розробляються на режимі виснаження, що обумовлює:
– низькі коефіцієнти конденсатовіддачі через ретроградні втрати конденсату в пластах;
– великі витрати на підготовку газу до дальнього транспортування через необхідність будівництва дотискних компресорних станцій (ДКС); обмеженість періоду постійного видобутку газу.
Втрати конденсату при газовому режимі розробки збільшуються із збільшенням його початкового вмісту (понад 100 см3/м3) і густини. За інших рівних умов коефіцієнт конденсатовіддачі Кk зростає при збільшенні відмінності між початковим пластовим тиском і тиском початку конденсації, а також при підвищених температурах у пластах. Однак і за найбільш сприятливих умов в більшості випадків Кk ≤ 60 %.
Проявлення природного пружноводонапірного режиму при ви-бірковому заводнюванні призводить до збільшення втрат конденсату.
Експлуатація газоконденсатних родовищ у режимі виснаження обумовлює й інші недоліки.
Коефіцієнт газовіддачі при експлуатації родовищ у режимі виснаження істотно залежить від геологічних особливостей родовищ, і перш за все від активності контурних вод, а також від економіко-географічних факторів. Досвід експлуатації газових родовищ у США показує, що середній коефіцієнт газовіддачі Кг при газовому режимі розробки дорівнює 0,85. Слід зазначити, що ці дані отримані для дрібних родовищ, розташованих поблизу споживача, і тому вони близькі до граничних. З факторів, що впливають на Кг, особливо слід відзначити віддаленість родовища від споживача, що обумовлює тиск закидання.
В умовах проявлення водонапірного режиму коефіцієнт газовіддачі, як правило, знижується: мінімальні значення його в гранулярних пластах можуть скласти близько 0,45. Існують родовища з активною водонапірною системою, в яких кінцеві значення Кг знаходяться на рівні 0,5 (родовища в Росії, Краснодарський край, Волгоградська область) або близькі до нього. Разом з тим є родовища, на яких при прояві пружноводонапірного режиму, отримані або плануються значення Кг на рівні 0,8 і вищі. У пластах з вторинною пористістю, і перш за все в тріщинуватих, Кг в середньому нижчий.
Наведені в літературних джерелах високі значення коефіцієнтів газовіддачі при прояві водонапірного режиму часто обумовлені тим, що розрахунок Кг проводять по відношенню до промислових запасів газу, розрахованих об'ємним методом. Останні ж, як показав аналіз 122 покладів, для яких запаси були з високою надійністю визначені за падінням тиску, систематично занижені приблизно на 15 % відносно фактичних і характеризуються випадковою похибкою на рівні 30 %.
Аналіз розробки газових родовищ, що експлуатуються в умовах активного природного пружноводонапірного режиму, показує, що основна причина зниження газовіддачі — нерегульоване вибіркове обводнення.
Розробка родовищ у режимі виснаження обумовлює необхідність зменшення темпу відбору газу при витягненні приблизно 50 % початкових запасів. Тривалість періоду постійного видобутку і коефіцієнт газовіддачі визначаються початковим пластовим тиском, продуктивністю свердловин, запасами, темпом відбору газу, а також активністю водонапірної системи. У середньому на кінець періоду постійного видобутку коефіцієнт вилучення газу практично при газовому режимі не перевищує 60 % геологічних запасів газу. Якщо врахувати, що в період наростаючого видобутку витягується приблизно 10 % початкових запасів газу й більше, то в період постійного видобутку газу навіть при газовому режимі витягується не більше 50 % початкових запасів газу.
При прояві активного водонапірного режиму з нерегульованим вибірковим обводненням об'єм видобутку при постійному темпі від-бору скорочується.
При прояві природного водонапірного режиму практично неможливий довгостроковий прогноз експлуатаційних показників, що особливо неприпустимо при експлуатації великих газоконденсатних родовищ. Це обумовлено труднощами прогнозу.
Таким чином, при проектуванні системи розробки газових і газоконденсатних родовищ на режимі виснаження практично можна планувати режим постійного видобутку не більше ніж на Кг = 50 % геологічних запасів газу. Для унікальних і одиночних родовищ це обумовлює необхідність орієнтуватися при техніко-економічних розрахунках на оцінку максимального річного видобутку й у період постійного видобутку практично також лише 50 % від геологічних запасів газу, оскільки недозавантаження магістральних газопроводів великої протяжності в проектний термін їх експлуатації призведе до різкого підвищення приведених витрат на газ, що видобувається з таких родовищ. У зв'язку з цим, з одного боку, виникає проблема дорозробки родовищ на режимі падаючого видобутку, що буде особливо суттєвим для найбільш віддалених і великих родовищ, з іншого боку, створюються об'єктивні передумови до тривалої консервації газу й встановлення річних відборів на рівні, який не перевищує 3 % від початкових. Такі відбори не завжди оптимальні й для отримання високого коефіцієнта газовіддачі.
Падіння пластового тиску в покладах у більшості випадків ви-кликає зниження продуктивності свердловин при робочих депресіях. Це призводить до необхідності вести великий об'єм додаткового експлуатаційного буріння, що часто є складним у деяких важкодоступних районах. Випереджувальне експлуатаційне буріння не завжди виправдане в разі проявлення активного водонапірного режиму і при малій вивченості експлуатаційних об'єктів, так як може призвести до закладання свердловин у зонах, відбір з яких буде утруднений при вибірковому обводненні покладу. Одним із факторів, які обумовлюють зменшення продуктивності свердловин, є зменшення проникності пластів з падінням тиску, що є найбільш суттєвим для пластів, з низькою проникністю при початковому тиску. У пластах з глинистим цементом проникність може зменшуватися в 10 разів і більше.
До важливих факторів, що обумовлюють зниження газовіддачі при розробці газових родовищ на будь-якому режимі, відноситься нелінійність фільтрації газу при малих градієнтах тиску, яка в граничному випадку еквівалентна наявності початкового градієнта тиску τо. Інакше кажучи, фільтрація відбувається таким чином, що при градієнтах тиску, менших за абсолютною величиною, ніж τо, рух практично відсутній. Наявність початкового градієнта при фільтрації газу призводить до зниження як газо- й конденсатовіддачі, так і дебітів свердловин внаслідок утворення застійних зон, іноді дуже великих, де газ нерухомий через недостатній градієнт тиску. Вплив початкового градієнта в ході розробки газових і газоконденсатних родовищ ускладнюється тим, що початковий градієнт у значній мірі залежить від водонасичення й ефективного тиску, тобто від різниці між гірським і внутрішньопорового тиском. З ростом водонасичення початковий градієнт тиску при фільтрації газу через глинизовану породу значно зростає. Він відмінний від нуля лише при водонасиченні більшому від деякого граничного й збільшується з ростом ефективного тиску. Зазначені залежності необхідно враховувати при оцінці впливу режиму розробки на газовіддачу в зв'язку з нелінійністю закону фільтрації й початковим градієнтом. Розробка родовищ у режимі виснаження відбувається при більших градієнтах, ніж при внутрішньоконтурному заводненні, в зв'язку з чим частина застійних зон у міру зниження пластового тиску й зростання градієнта починає дренуватись. З іншого боку, при зниженні пластового тиску зростає ефективний тиск, який діє на пласт, що призводить до зростання початкового градієнта в малопроникних прослоях. Зростання початкового градієнта для газу в ході розробки може призвести до того, що малопроникні прошарки перетворяться в непроникні й буде відрізана та перестане дренуватись частина колектора.
Нарешті, при нерегульованому або погано регульованому обводненні частина малопроникних прошарків може передчасно обводнитись і в них виникне початковий градієнт для газу. Така небезпека існує як при природному, так і при штучному заводненні і вказує на необхідність ретельного вивчення розрізу для контролю за розробкою.
Проявлення природного водонапірного режиму при вибірковому обводненні на тлі зазначених явищ призводить до ще більшого зниження коефіцієнта газовіддачі в результаті утворення недренуємих ціликів газу по площі покладу, спеціальне розбурювання яких у більшості випадків є малоефективним, тому що заново пробурені свердловини швидко обводняються.
Усе це викликає необхідність підвищення ефективності системи експлуатації газових і особливо газоконденсатних родовищ.
У світовій практиці при експлуатації газоконденсатних родовищ із вмістом конденсату більшим 25 см3/м3 поряд з експлуатацією їх на режимі виснаження застосовується сайклінг-процес, що дозволяє істотно підвищити коефіцієнт конденсатовіддачі.